# Château de Chasselas

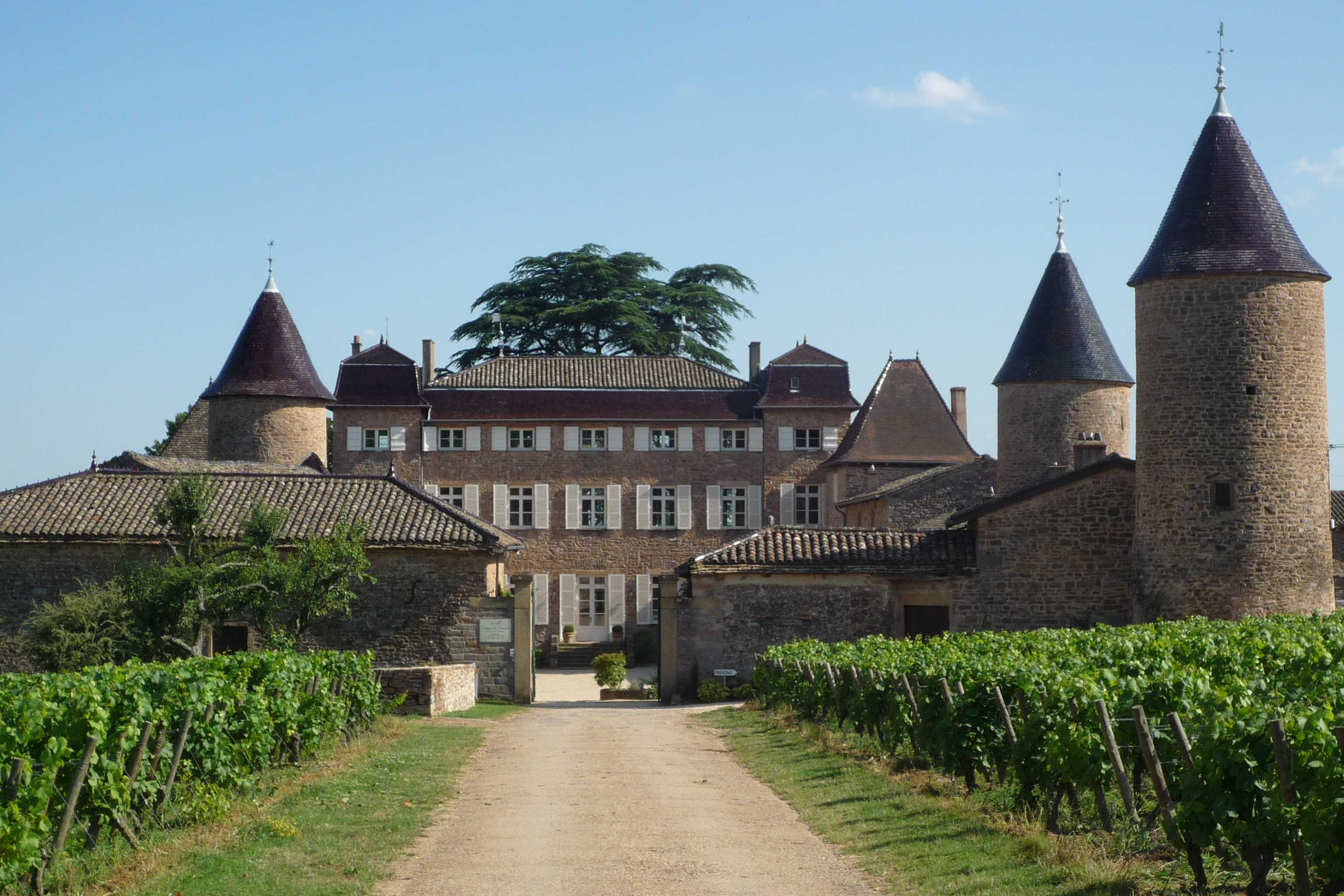

Le château de Chasselas est situé sur la commune de Chasselas en Saône-et-Loire, à flanc de pente. Il s'articule autour d'une vaste cour d'honneur flanquée de trois tours en poivrières recouvertes de tuiles vernissées. Ce domaine viticole de 12 hectares possède un caveau de dégustation ouvert toute l'année.

## Description
Les bâtiments entourent une cour rectangulaire ouverte au nord par un étroit passage aménagé entre des communs. Le corps de logis, à l'est, date du XVIe siècle. Une tour circulaire se dresse à proximité, à l'angle du potager. Une seconde tour flanque l'angle nord-ouest. Elle est reliée à une troisième tour par des constructions à usage agricole. Le logis principal, qui date de la fin du XVIIIe siècle, est situé au sud. Il comporte un corps central entre deux ailes en retour d'équerre.
Le château appartient à la Société civile agricole de Chasselas.
Il fait l’objet d’une inscription au titre des monuments historiques depuis le 5 juillet 1979.

## Historique
- début XIIIe siècle : terre possédée par la famille de Chasselas
- XVe siècle : possession des du Roux, mentionnés de 1485 à 1591; la dernière de la lignée, Judith du Roux, dame de Chasselas et de Pouilly, épouse successivement Lyonnet de Challes, huguenot, décapité pour banditisme à Trévoux, et Philibert de Bellecombe, seigneur de Vinzelles
- 1629 : le fils de Judith et de Philibert, Jacques de Bellecombe, meurt de la peste, ainsi que son épouse
- 1654 : assassinat du fils des précédents, Claude de Bellecombe
- 1706 : les Bellecombe vendent le château, en mauvais état, à Thomas Paisseaud, receveur du Mâconnais
- 1727 : ce dernier, ruiné, vend la propriété à Laurent Fayard
- 1756 : endetté à son tour, Laurent Fayard cède le château à Laurent de La Fond de La Rolle
- 1774 : à nouveau, le domaine doit être abandonné à un créancier, Étienne Cellard d'Estours, dont les armes se composent de trois tours
- 1789 : le fils du précédent ne peut empêcher le pillage[2] et la démolition d'une tour, mais parvient à conserver le reste.
- 1971 : M. Reme et son épouse, née de Cuverville (armoiries sur l'oriflamme d'une des tours), rachètent le Château à l'abandon et mettent toute leur énergie pour le restaurer

### Seigneurs et propriétaires successifs

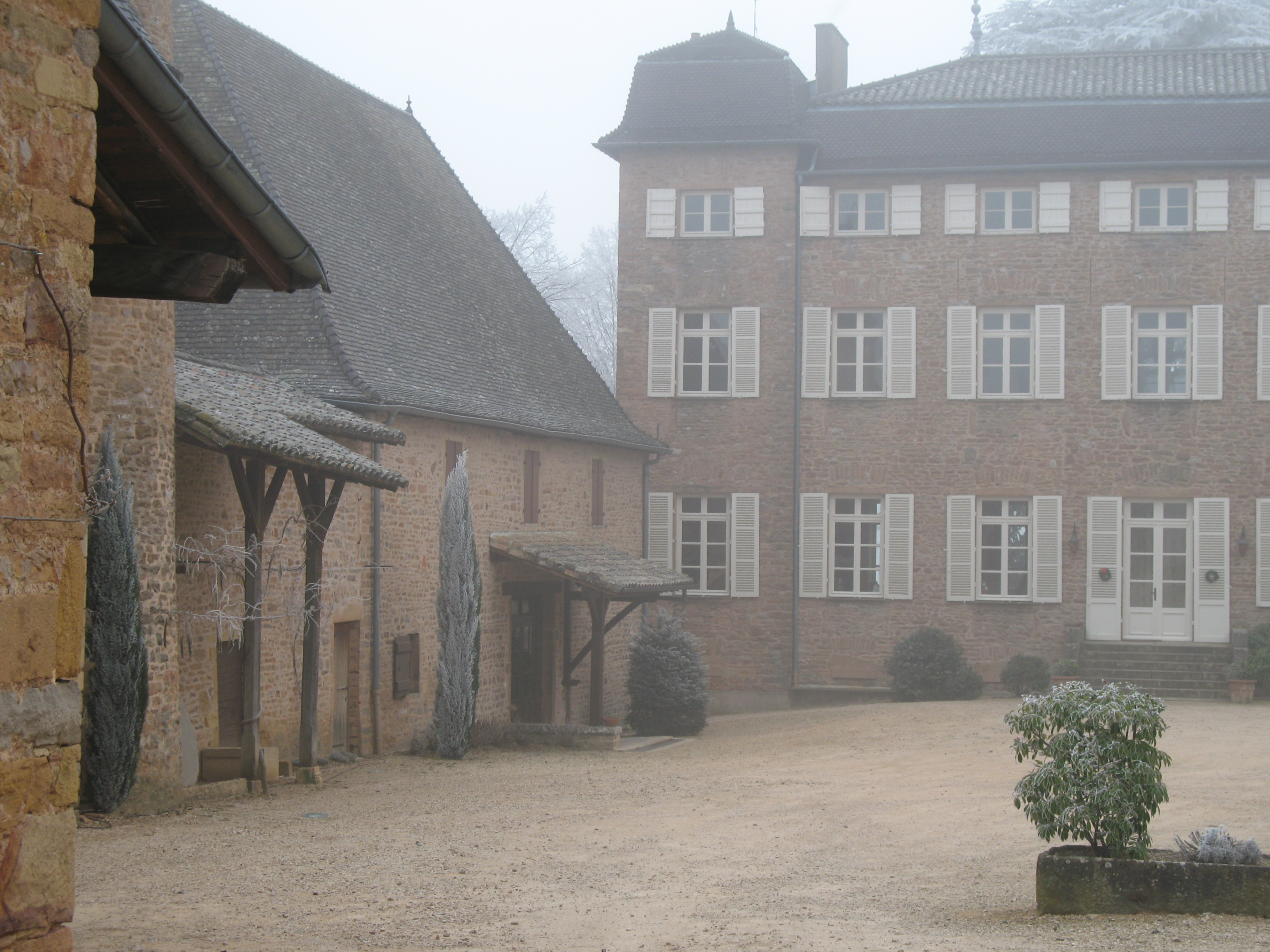
Château de Chasselas

- 1325 Guillaume de Chasselas, seigneur de Chasselas.
- 1485 Benoît du Roux, écuyer, seigneur de Chasselas.
- 1564 Judith du Roux, dame de Chasselas et de Pouilly.
- 1580 Lyonnet de Challes, seigneur de Chasselas.
- 1596 Jean Chandon de Briaille
- 1611 Philibert de Bellecombe, seigneur de Vinzelles.
- 1629 Jacques de Bellecombe, écuyer, seigneur de Chasselas et de Pouilly.
- 1641 Claude de Bellecombe, écuyer, seigneur de Chasselas.
- 1677 Jean de Bellecombe, seigneur de Chasselas, Pichon et Vacherais, gouverneur de Pont-de-Veyle.
- 1705 Honoré Gaspard de Bellecombe, écuyer, seigneur de Vellières.
- 1706 Thomas Paisseaud, seigneur de la Douze et des Mayolettes, receveur du Mâconnais.
- 1727 Laurent Fayard, écuyer, seigneur de Champagneu, trésorier général des finances.
- 1756 Laurent de la Font de la Rolle, garde du corps du roi.
- 1774 Étienne Cellard d'Estours, écuyer, seigneur de Montaclard, secrétaire du roi.
- 1797 Famille Grandjean-Fouchy
- 1971 Famille Reme
- 1999 Jean-Marc Veyron la Croix et Jacky Martinon